# 克瓦西夫
50°26′8″N 24°38′28″E / 50.43556°N 24.64111°E
克瓦西夫（烏克蘭語：Квасів），是烏克蘭的村落，位於該國西部沃倫州，由盧茨克區負責管轄，處於格尼拉利帕河畔，始建於1577年，面積17.46平方公里，海拔高度234米，2001年人口575。